# Hermetia fulva
Hermetia fulva är en tvåvingeart som beskrevs av Walker 1854. Hermetia fulva ingår i släktet Hermetia och familjen vapenflugor. Inga underarter finns listade i Catalogue of Life.